# Antiguo Ayuntamiento de Múnich
El Antiguo Ayuntamiento (en alemán: Altes Rathaus) es un edificio histórico de la ciudad de Múnich, Alemania.

## Historia
El Antiguo Ayuntamiento original databa de 1310, pero fue sustituido por un nuevo edificio empezado en 1470 y finalizado en 1480, y es este último el que se llama así. Este edificio fue construido según el proyecto de Jörg von Halsbach, quien también diseñó la Frauenkirche. El edificio ha sido reconstruido varias veces a lo largo de la historia, la última fue en 1861-1864 y otorgó al edificio su actual aspecto neogótico. En 1877 y 1934 se construyeron dos accesos para facilitar el flujo del tráfico. La parte más antigua del ayuntamiento es la torre, construida entre 1180 y 1200, que formaba parte de las fortificaciones de la ciudad. Se ha conservado intacto el interior gótico del edificio. En la planta baja se encuentra el salón ceremonial con sus bóvedas a barriles de madera, en la pared hay un friso con 96 escudos, que data del 1478. Está previsto que se exponga de nuevo en el salón los Moriskentänzer de Erasmus Grasser (actualmente están expuestas copias, porque los originales están en el Stadtmuseum). Desde este edificio, los nazis proclamaron la llamada "Noche de los Cristales Rotos" el 9 de noviembre de 1938.

## Museo
Desde 1983 alberga el Spielzeugmuseum (Museo del juguete), que expone casas de muñecas, coches de juguete y soldados de cobre, junto con una muestra que ilustra la historia de la Barbie.

## Galería de imágenes

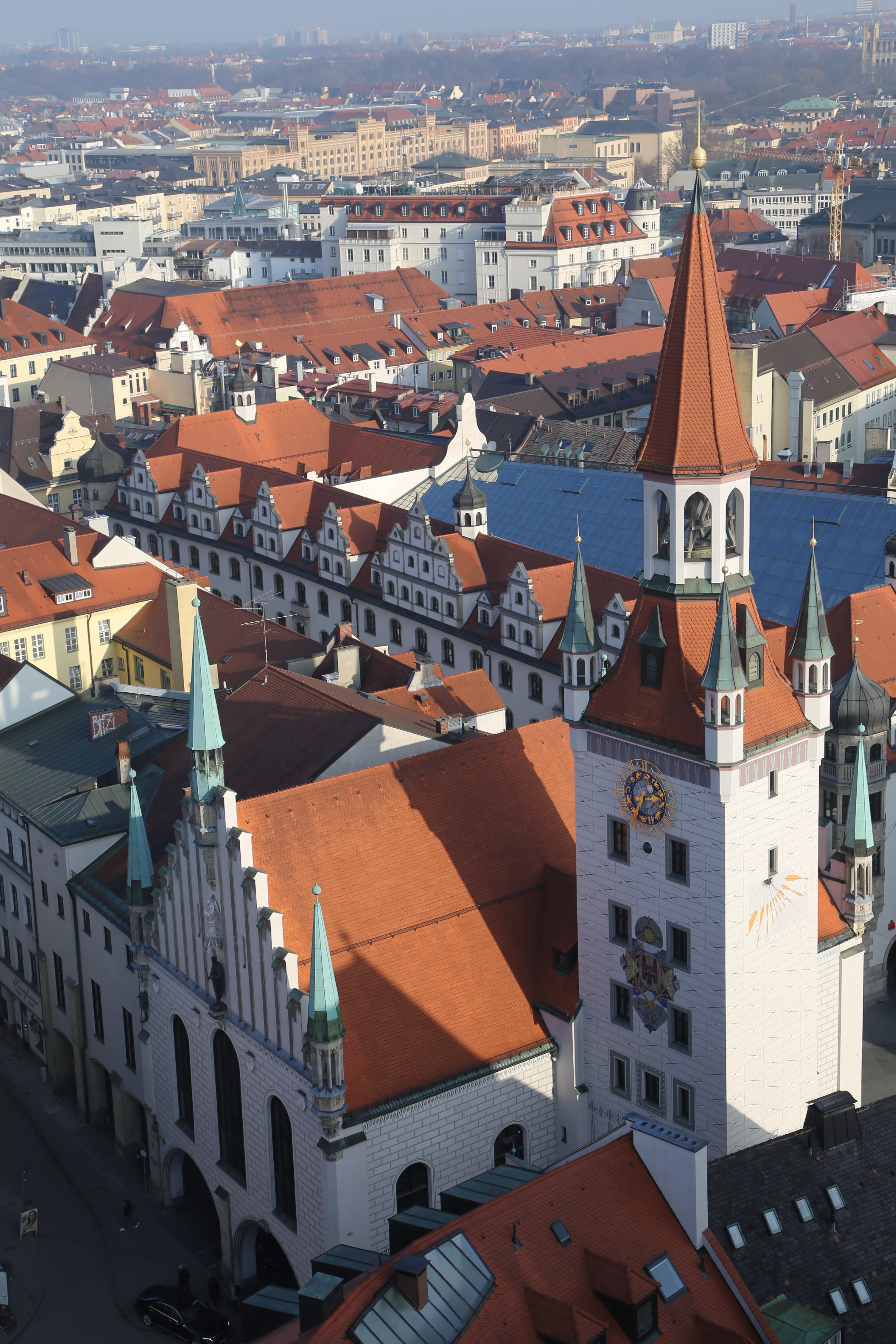
El Antiguo Ayuntamiento visto desde arriba.
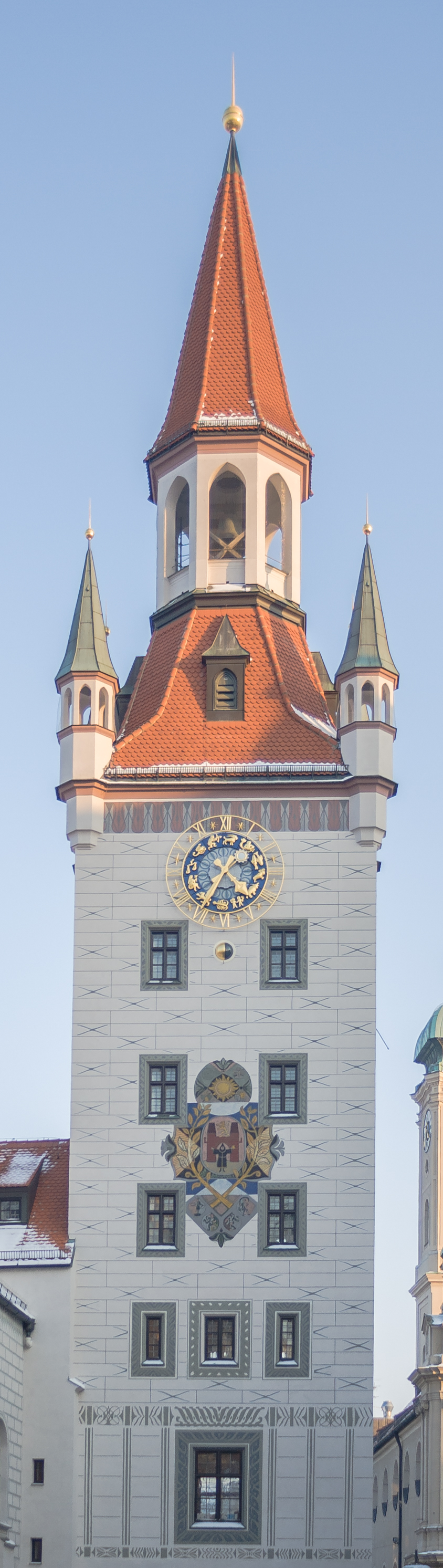
Vista frontal de la torre.
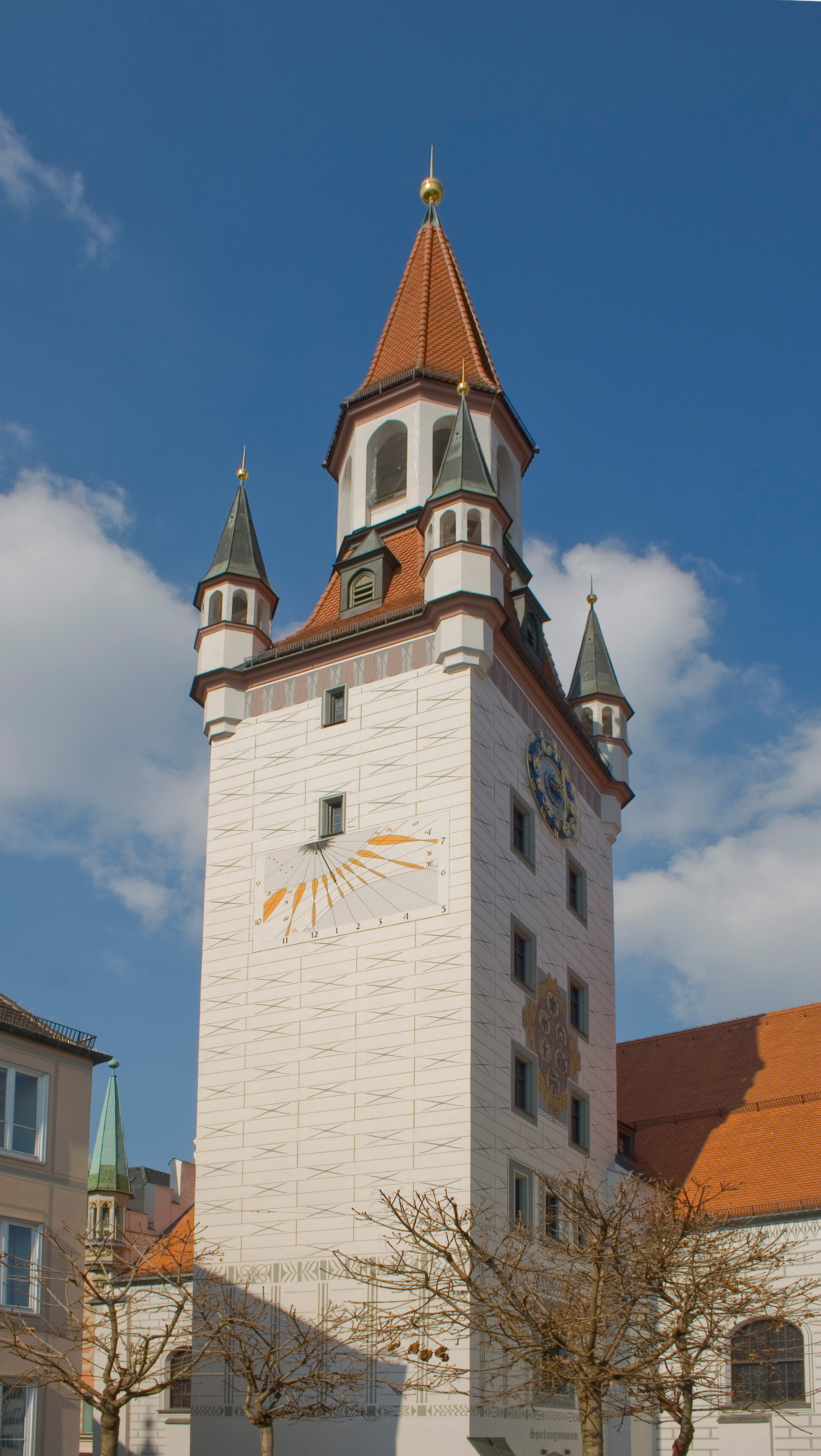
Vista desde la base de la torre.
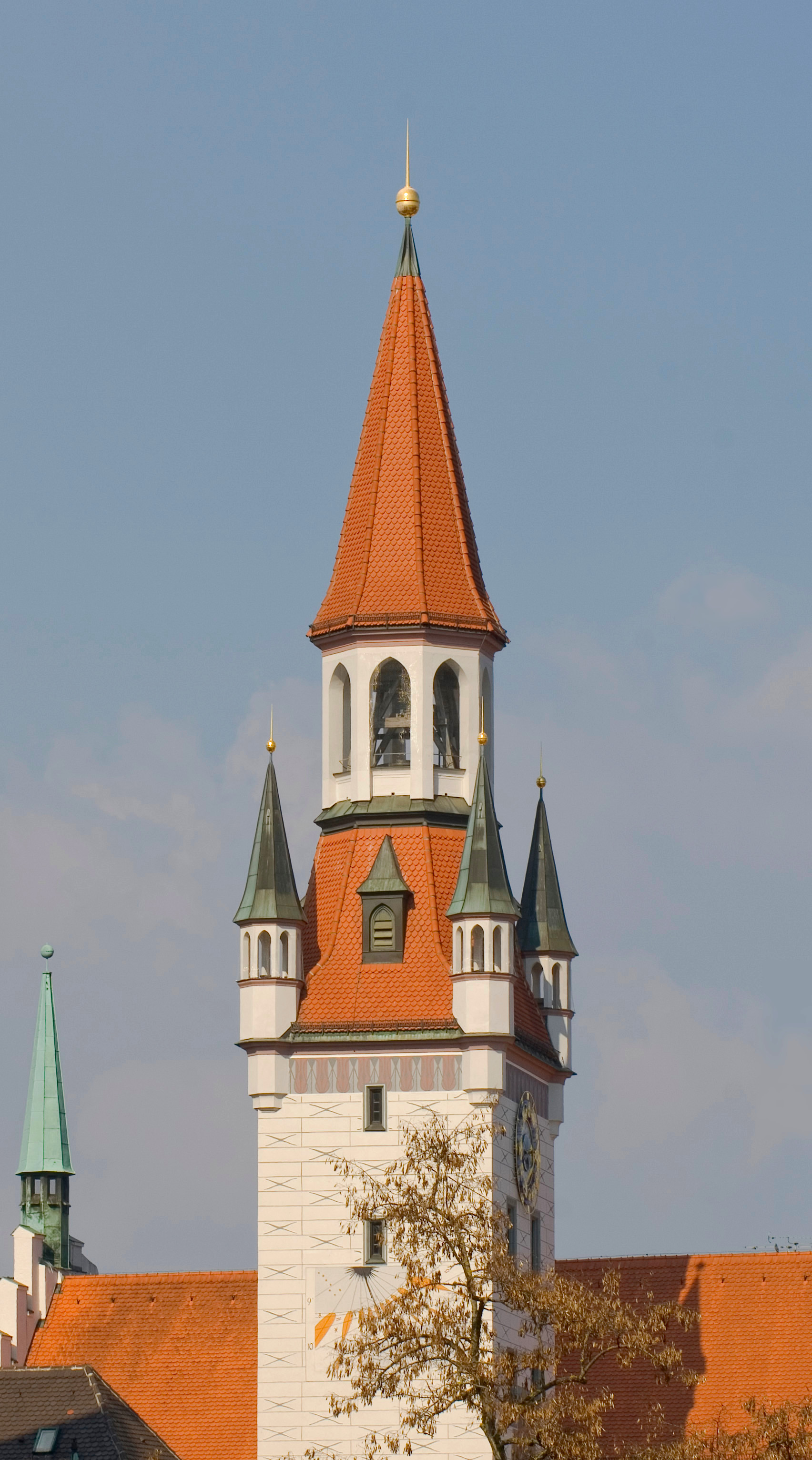
Vista distante.
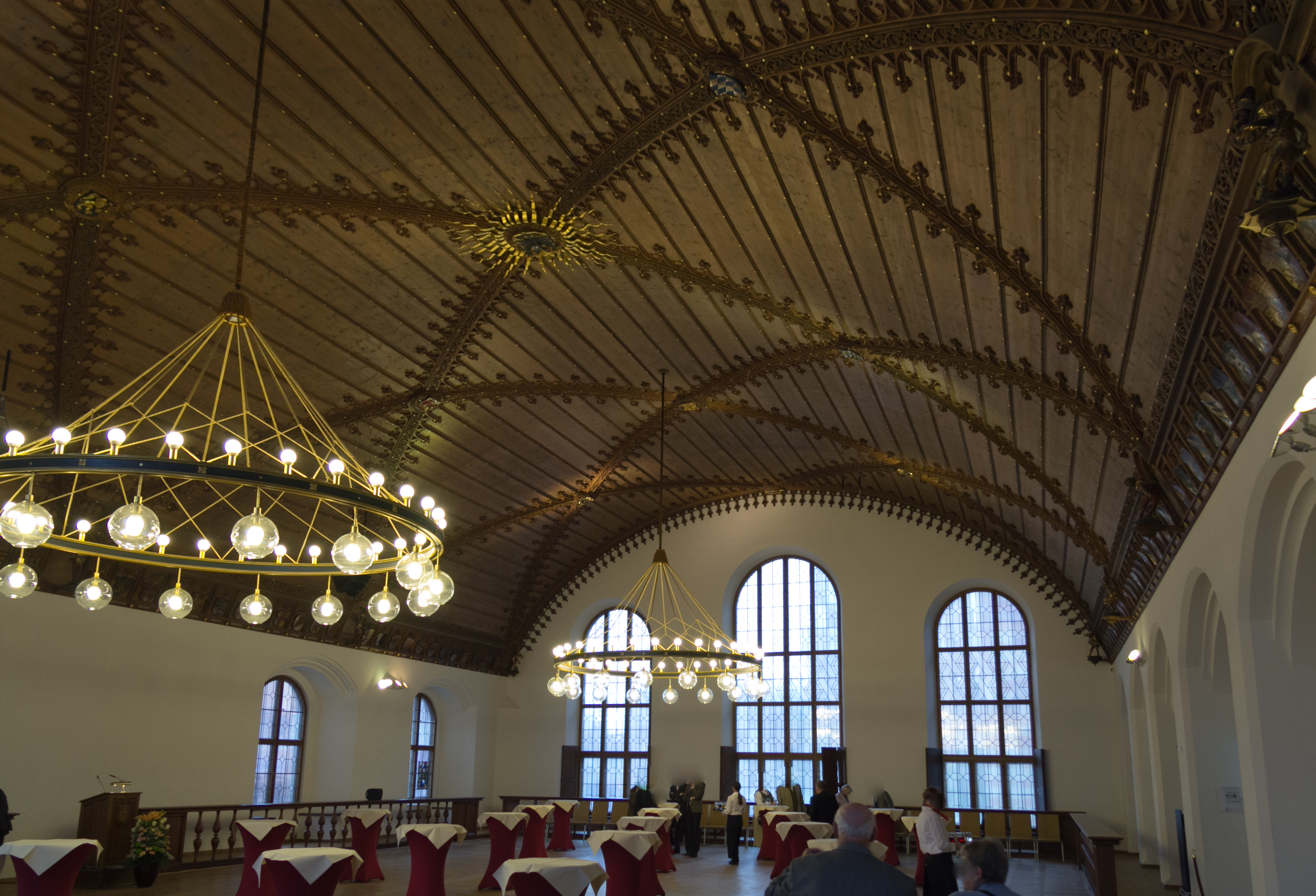
Vista del interior.